# Piotr Paziński

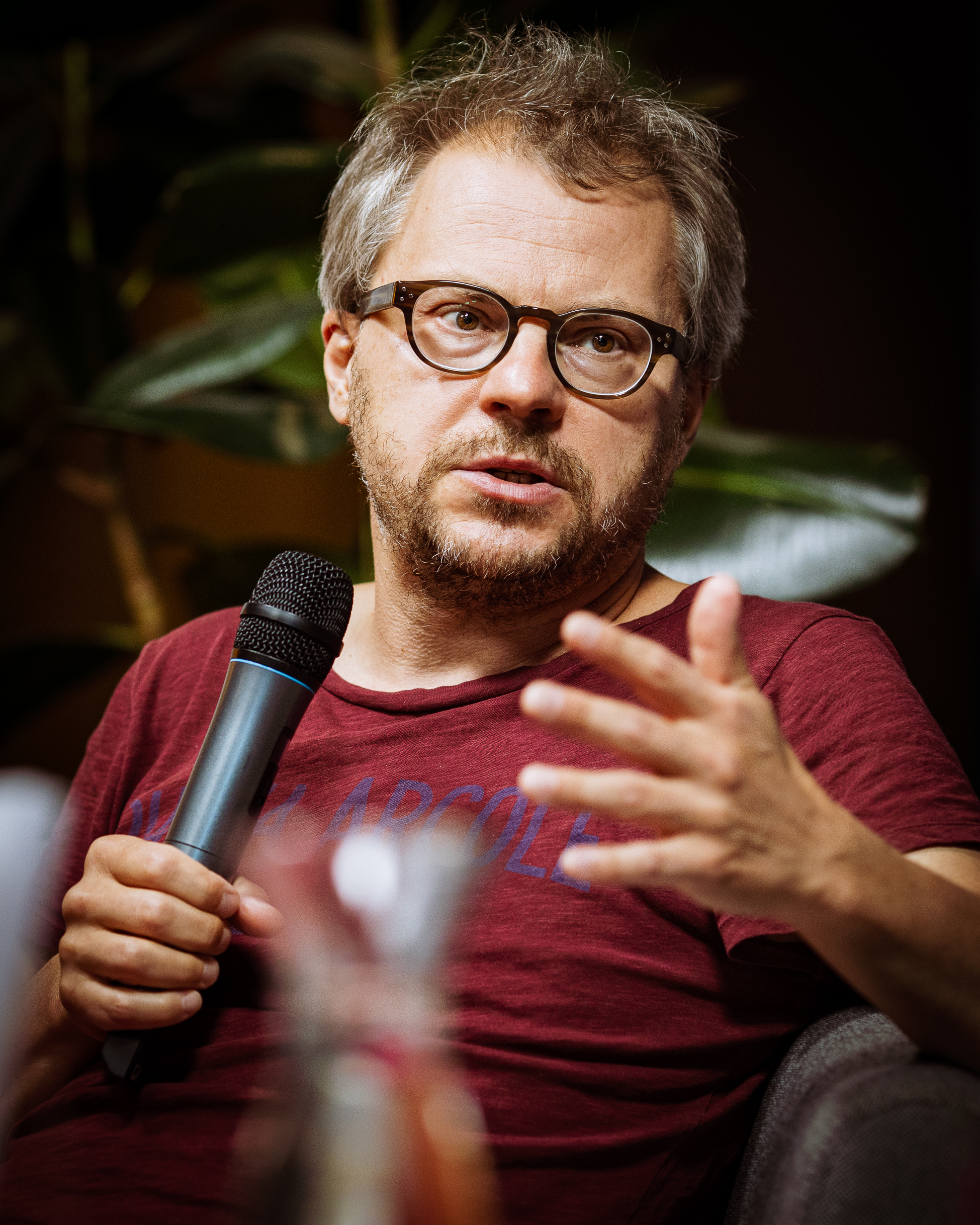
Piotr Paziński (2023)

Piotr Paziński (geboren 9. Juli 1973) ist ein polnischer Schriftsteller.

## Leben
Piotr Paziński wuchs in Warschau auf und studierte Philosophie an der Universität Warschau. Er arbeitete für die Zeitung Gazeta Wyborcza und ist Redakteur des Monatsmagazins Midrasz. im Jahr 2005 wurde er von Michał Głowiński mit einer Arbeit über James Joyce’ Ulysses am Institut für literarische Forschungen der Polnischen Akademie der Wissenschaften promoviert. Paziński gab 2010 John Felstiners Biografie über Paul Celan im Polnischen heraus.
Paziński wurde 2009 mit seinem ersten Roman Die Pension für den polnischen Literaturpreis Nike nominiert und erhielt den Preis Paszport Polityki. Paziński war 2011 Teilnehmer beim Internationalen Literaturfestivals Berlin und erhielt 2012 den Literaturpreis der Europäischen Union.

## Werke (Auswahl)
- Labirynt i drzewo. Studia nad Ulissesem Jamesa Joyce'a. Kraków : Austeria, 2005
- mit Jacek Marczewski (Fotograf): Dublin z Ulissesem : wraz ze słownikiem bohaterów Ulissesa. Warszawa : Czuły Barbarzyńca, cop, 2008.
- Pensjonat. Warszawa : Wydawn. Nisza, 2009.
  - Die Pension. Aus dem Poln. von Benjamin Voelkel. Berlin : Ed. FotoTAPETA, 2014
- Ptasie ulice. Warszawa : Wydawnictwo Nisza, 2013